# Totò sceicco
Totò sceicco è un film italiano del 1950 diretto da Mario Mattoli.
Il film è una parodia di alcune pellicole popolari all'epoca, Il figlio dello sceicco (1926) con Rodolfo Valentino e L'Atlantide (1949).

## Trama

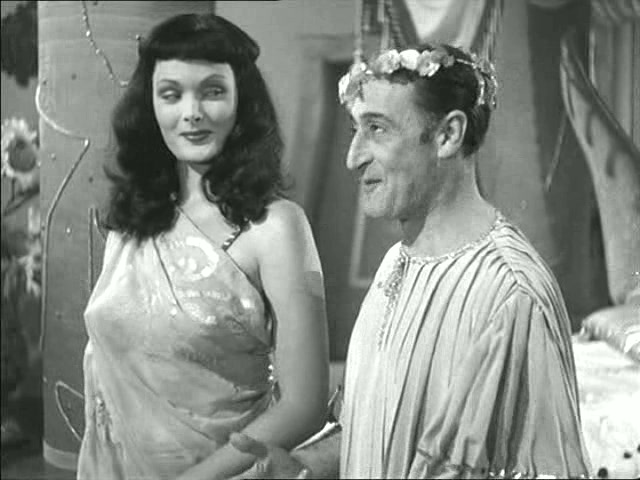
Totò con Antinea (Tamara Lees)

Antonio Sapone è capo maggiordomo della marchesa di San Frustone, obesa, che sfonda una dopo l'altre le sedie soprattutto quando soffre e piange a causa dei dispiaceri che le procura il figlio, il marchesino Gastone. Antonio usa il fischietto per chiamare gli inservienti della nobile casa e una macchina di sollevamento per issare la marchesa. Il marchesino, disperato per avere litigato con la fidanzata, la canzonettista Lulù, decide di suicidarsi, subito dopo chiede di essere ucciso da Antonio, e infine decide di arruolarsi nella Legione straniera per non rivedere più Lulù.
La marchesa continua a sfondare sedie ed è sempre più preoccupata per la sorte del figlio. Chiede ad Antonio di seguirlo e stargli vicino per impedire che commetta sciocchezze. Antonio accetta in cambio di un palazzo. Per una serie di equivoci, invece di arruolarsi nella Legione Straniera, Antonio finisce nelle file dei ribelli, che lo fanno credere figlio dello sceicco, arrestato in Europa. Dopo aver salvato la vita a Gastone, i due riescono a fuggire. Durante il viaggio nel deserto, un colpo di sole fa impazzire Gastone, e questi si convince di aver catturato veramente il figlio dello sceicco. Esposto al pericolo di esser fucilato dai legionari, Antonio viene salvato in extremis dallo stesso Gastone, fortunosamente rinsavito, il quale per il momento ritrova anche la sua Lulù.
Catturati di nuovo dai predoni arabi durante un turno di guardia, i due capitano in una misteriosa città sotterranea, l'antica Atlantide, dove regna la regina Antinea. Ella è tanto bella da indossare una maschera per evitare fatidici innamoramenti. Chi osa vederla in volto infatti, impazzisce e sarà colto dal desiderio irresistibile di baciarla, ma pagherà con la morte il bacio poiché le labbra della regina sono avvelenate.
Antonio e Gastone incontrano un pazzo che si aggira tra i templi in preda al desiderio di baciare la regina. Poi, catturati, vengono condotti dinanzi ad Antinea, la quale, toltasi la maschera, provoca la follia di Gastone, ormai dimentico di Lulù. Ma alla regina piace Antonio, il quale fa arrestare Gastone per poter concedersi agli amori di Antinea. Nel momento che precede il bacio, Antonio scopre che ne morirebbe per via delle labbra avvelenate della regina; allora le fa chiudere gli occhi e poi chiama a baciarla proprio il pazzo girovago, che non esita a darle il bacio fatale che lo lascia stecchito.
Segue la necessità di fuggire e far ritrovare nuovamente il senno a Gastone, mentre i legionari, che si sono accorti del passaggio segreto che porta ad Atlantide, piombano tutti nel sottosuolo e ingaggiano una zuffa generale con gli abitanti della città sotterranea. Il colonnello dei ribelli, una volta ammirate le splendide ricchezze conservate, impazzisce e con la dinamite fa saltare in aria i tesori dell'inesplorato mondo.
I fuggiaschi si salvano e rientrano in Italia. La marchesa di San Frustone è contenta di donare ad Antonio il suo palazzo per ritirarsi in campagna. Alla fine Antonio si appresta a baciare - stavolta senza rischi - Antinea, che l'ha seguito in Europa e si è fatta bionda, su un divano del palazzo.

## Produzione

Antonio (Totò) prepara il bacio per Antinea

Antonio (Totò) sta per baciare Antinea

Girato tra il settembre e ottobre del 1950, poco dopo la lavorazione di Tototarzan, Totò sceicco è probabilmente il punto più alto della collaborazione tra Totò e il regista Mario Mattoli e chiude l'annata cinematografica più laboriosa per l'attore napoletano. I quattro sceneggiatori si ispirano al film muto Il figlio dello sceicco (1926) interpretato da Rodolfo Valentino e al film L'Atlantide (Siren of Atlantis) diretto nel 1949 da Gregg Tallas.
In realtà il progetto originario era leggermente diverso: il primo soggetto era intitolato Totò e i dischi volanti, con Totò che capitava in Arabia per trasmettere un documento segreto con i dati di una pista di lancio di dischi volanti. Questo soggetto verrà in seguito rielaborato per un'avventura a fumetti di Totò pubblicata qualche tempo dopo in una collana a lui dedicata.
La colonna sonora è totalmente basata sul motivo di una canzone composta da Armando Fragna, Lulù del Cabaret, che nel film viene eseguita per due volte, nella scena della taverna e in quella al comando della Legione Straniera. L'attrice britannica Tamara Lees, che interpreta il ruolo della regina Antinea, è anche l'unica attrice doppiata del film, in questo caso da Tina Lattanzi.
Dopo una prima apparizione in Tototarzan, nel quale interpretava un timido fidanzato in treno, Carlo Croccolo fa qui la sua prima vera apparizione accanto a Totò nel ruolo del cameriere della taverna.
Il deserto del film venne ricreato nella spiaggia di Sabaudia (Latina), mentre la scena dell'innalzamento della marchesa di San Frustone è stata ispirata da una caduta dalle scale della madre del comico; il suo richiamo di aiuto per rialzarla da terra era stato seguito dalle fragorose risate di un gruppo di ragazzini.
Del film vennero girate alcune sequenze destinate al mercato estero - soprattutto francese - con le odalische a seno nudo. Quelle scene le diresse Mariano Laurenti, poiché Mattoli non se la sentiva. A un certo punto, mentre l'assistente dava ordini alle comparse senza veli, un proiettore della luce, inavvertitamente spinto, cadde sul sedile pieghevole del regista, fortunatamente vuoto. Quelle sequenze, in seguito, non furono più trovate.

### Altri tecnici
- Costumi: Mario Rappini
- Arredamento: Luigi Gervasi
- Truccatore: Giuliano Laurenti
- Parrucchiera: Renata Magnanti
- Operatore: Silvano Ippoliti
- Aiuto regista: Leo Catozzo
- Assistenti regista: Rudy Bauer, Mariano Laurenti
- Direttore di produzione: Romolo Laurenti
- Ispettore di produzione: Totò Mignone
- Segretario di produzione: Nello Meniconi
- Segretario di edizione: Mariano Laurenti
- Tecnico del suono: Kurt Doubrawsky

### Dati tecnici
- Lunghezza pellicola: 2.604 metri
- Iscrizione al Pubblico registro cinematografico: 927
- Visto di censura: 8.922 del 21 novembre 1950

## Accoglienza
La prima proiezione pubblica del film avvenne il 30 novembre 1950.
Il film ottenne un grandissimo successo di pubblico, in Italia - dove incassò nelle prime visioni più di 483 milioni di lire - e anche in Germania, dove venne distribuito nel settembre 1951, col titolo Toto als Scheich.

### Critica
(Gaetano Carancini)
(Fantafilm)